# Ваккер (футбольный клуб, Инсбрук, 2002)
«Ва́ккер» (нем. Fußballclub Wacker Innsbruck) — австрийский футбольный клуб из Инсбрука, федеральной земли Тироль, выступающий во втором дивизионе Австрии. Основан 21 июня 2002 года. Домашние матчи проводит на стадионе «Тиволи Ной», вмещающем 17 400 зрителей.

## Название
Изначально носил название «Ваккер-Тироль», поскольку руководство клуба пыталось позиционировать его как наследника и продолжателя традиций расформированного в 2002 году инсбрукского «Тироля», однако официально данный статус клуба никем признан не был, и поэтому «Ваккер» считается отдельным клубом, не имеющим никаких прав на историю и достижения «Тироля». 23 февраля 2007 года руководством клуба решено было его переименовать, данное решение вступило в силу 1 июля того же года, именно с этого дня клуб выступает под своим нынешним названием.

## История
В 2004 году вышел в Бундеслигу, и по итогам первого же сезона в ней занял 6-е место. В следующие два сезона дважды подряд занимал 9-е, предпоследнее место, останавливаясь в шаге от вылета. В сезоне 2007/08 занял последнее, 10-е место и вылетел в Первую лигу. В сезоне 2008/09 занял второе место в первенстве Первой лиги, а в сезоне 2009/10 одержал в нём победу и вернулся в Бундеслигу. На этот раз «Ваккер» провёл в сильнейшей лиге австрийского футбола четыре сезона и по итогам первенства 2013/14 вновь отправился в Первую лигу.

## Достижения
- Лучший результат в Австрийской Бундеслиге: 6-е место (2004/05; 2010/11)
- 3-кратный победитель в Первой лиге: 2003/04, 2009/10, 2017/18